# Butirra Rosata Morettini (pera)
Butirra Rosata Morettini es el nombre de una variedad cultivar de pera europea Pyrus communis. Criado en Florencia, Italia en « L'Istituto di coltivazioni arboree dell'Università di Firenze » en 1940. Es el resultado del cruce como Parental-Madre 'Coscia' x Parental-Padre de 'Beurré Clairgeau'. Las frutas tienen pulpa blanca y jugosa con un excelente sabor.

## Historia
La pera 'Butirra Rosata Morettini' fue criada por Alessandro Morettini en Florencia, Italia en « L'Istituto di coltivazioni arboree dell'Università di Firenze ». Es el resultado del cruce como Parental-Madre de 'Coscia' x polen del Parental-Padre 'Beurré Clairgeau'. Fue introducido en el Reino Unido en el "National Fruit Trials" (Probatorio Nacional de Fruta) en 1960.
La pera 'Butirra Rosata Morettini' está cultivada en diversos bancos de germoplasma de cultivos vivos tales como en National Fruit Collection aquí desde el año 1960 con el número de accesión: 1977-033 y nombre de accesión: Butirra Rosata Morettini. También está cultivada en la Estación Experimental Agrícola de Oregón en Corvallis

## Características
'Butirra Rosata Morettini' es un árbol de extensión erguido, y se forman espolones fácilmente, de vigor moderado. Los botones florales pueden aguantar las heladas tardías. Tiene un tiempo de floración que comienza a partir del 13 de abril con el 10% de floración, para el 18 de abril tiene una floración completa (80%), y para el 26 de abril tiene un 90% caída de pétalos.
'Butirra Rosata Morettini' tiene una talla de fruto de pequeño a medio; forma cónica, asimétrico, presentando mamelón, con un peso promedio de 163,00 g; con nervaduras débiles; piel gruesa; epidermis con color de fondo amarillo, con un sobre color lavado de rojo a anaranjado, importancia del sobre color medio, y patrón del sobre color chapa en las partes donde está expuesta al sol, las lenticelas pequeñas, zonas más o menos amplias de ruginoso-"russeting" por la mayoría de la piel en diversas zonas, "russeting" (pardeamiento áspero superficial que presentan algunas variedades) débil (1-25%); cáliz medio y abierto, ubicado en una cuenca de profundidad media; pedúnculo de una longitud corto, con un ángulo oblicuo, con curva ausente, y un grosor de grueso.
Las peras 'Butirra Rosata Morettini' tienen pulpa de color blanco, y jugosa con un excelente sabor. Uno de los beneficios de esta variedad de pera es que también se cocinan muy bien.
Mejor cuando se recolecta la pera aún debe estar verde y relativamente dura. Las condiciones óptimas para la maduración se encuentran en áreas secas y sombreadas, y la maduración generalmente toma de 7 a 10 días desde que se recogió la pera. A medida que la pera madura, el color cambiará lentamente a un amarillo suave y la pera se suavizará. Las peras producidas comercialmente normalmente se recolectan y envían a las tiendas mientras están verdes.

## Polinización
Excelente polinizador para otras variedades ya que es parcialmente autofértil.
'Butirra Rosata Morettini' está incluido en el grupo de polinización 3, pero para obtener la mejor cosecha de este peral, necesita una de las siguientes variedades cercanas:
- Bartlett (grupo de polinización 3)
- Clapp's Favorite (grupo de polinización 4)
- Concorde (grupo de polinización 3 a 4)
- Conference (polinización grupo 3)
- Doyenneé du Comice (grupo de polinización 4)
- Winter Nelis (grupo de polinización 3)[9]